# Marko Šuler
Marko Šuler (Slovenj Gradec, 9 marzo 1983) è un dirigente sportivo ed ex calciatore sloveno, di ruolo difensore, direttore sportivo del Maribor.

## Caratteristiche tecniche
Roccioso difensore centrale - rude negli interventi - possente fisicamente ed efficace nel gioco aereo. Poco incline alla giocata fine a sé stessa, in caso di difficoltà predilige spazzare via il pallone piuttosto che tentare di saltare il diretto avversario.

## Carriera
Ha iniziato la carriera nel Dravograd nel 2001, per poi trasferirsi nel Gorica, nel giugno 2008 è stato acquistato dal Gent.

## Statistiche

### Presenze e reti nei club
Statistiche aggiornate al termine della carriera.
| Stagione              | Squadra               | Campionato            | Campionato | Campionato | Coppe nazionali | Coppe nazionali | Coppe nazionali | Coppe continentali | Coppe continentali | Coppe continentali | Altre coppe | Altre coppe | Altre coppe | Totale | Totale | Totale |
| Stagione              | Squadra               | Comp                  | Pres       | Reti       | Comp            | Pres            | Reti            | Comp               | Pres               | Reti               | Comp        | Pres        | Reti        | Pres   | Reti   |        |
| --------------------- | --------------------- | --------------------- | ---------- | ---------- | --------------- | --------------- | --------------- | ------------------ | ------------------ | ------------------ | ----------- | ----------- | ----------- | ------ | ------ | ------ |
| 2004-2005             | Gorica                | 1.SNL                 | 25         | 1          | CS              | 0               | 0               | UCL+CU             | 1+1                | 0                  | -           | -           | -           | 27     | 1      |        |
| 2005-2006             | Gorica                | 1.SNL                 | 33         | 1          | CS              | 0               | 0               | UCL                | 2                  | 0                  | -           | -           | -           | 35     | 1      |        |
| 2006-2007             | Gorica                | 1.SNL                 | 30         | 0          | CS              | 0               | 0               | UCL                | 3                  | 0                  | -           | -           | -           | 33     | 0      |        |
| 2007-gen. 2008        | Gorica                | 1.SNL                 | 19         | 5          | CS              | 0               | 0               | CU                 | 2                  | 0                  | -           | -           | -           | 21     | 5      |        |
| Totale Gorica         | Totale Gorica         | Totale Gorica         | 107        | 7          |                 | 0               | 0               |                    | 9                  | 0                  |             | -           | -           | 116    | 7      |        |
| gen.-giu. 2008        | Gent                  | D1                    | 13         | 1          | CB              | 4               | 0               | Int                | -                  | -                  | -           | -           | -           | 17     | 1      |        |
| 2008-2009             | Gent                  | D1                    | 17         | 3          | CB              | 1               | 0               | CU                 | 2                  | 0                  | -           | -           | -           | 20     | 3      |        |
| 2009-2010             | Gent                  | D1                    | 27+9       | 0          | CB              | 6               | 0               | UEL                | 4                  | 0                  | -           | -           | -           | 46     | 0      |        |
| 2010-2011             | Gent                  | D1                    | 24+7       | 0          | CB              | 3               | 0               | UCL+UEL            | 1+5                | 0+1                | SB          | 1           | 0           | 41     | 1      |        |
| 2011-gen. 2012        | Gent                  | D1                    | 9          | 0          | CB              | 2               | 0               | -                  | -                  | -                  | -           | -           | -           | 11     | 0      |        |
| Totale Gent           | Totale Gent           | Totale Gent           | 90+16      | 4          |                 | 16              | 0               |                    | 12                 | 1                  |             | 1           | 0           | 135    | 5      |        |
| gen.-giu. 2012        | Hapoel Tel Aviv       | Lh                    | 8+7        | 0          | CI+CdL          | 5+2             | 0               | UEL                | -                  | -                  | -           | -           | -           | 22     | 0      |        |
| 2012-2013             | Legia Varsavia        | EK                    | 6          | 0          | CP              | 4               | 0               | UEL                | 2                  | 0                  | SP          | 1           | 0           | 13     | 0      |        |
| 2013-gen. 2014        | Legia Varsavia        | EK                    | 1          | 0          | CP              | 0               | 0               | UCL+UEL            | 0                  | 0                  | -           | -           | -           | 1      | 0      |        |
| Totale Legia Varsavia | Totale Legia Varsavia | Totale Legia Varsavia | 7          | 0          |                 | 4               | 0               |                    | 2                  | 0                  |             | 1           | 0           | 14     | 0      |        |
| gen.-giu. 2014        | Maribor               | 1.SNL                 | 10         | 0          | CS              | 2               | 0               | UEL                | -                  | -                  | SS          | -           | -           | 12     | 0      |        |
| 2014-2015             | Maribor               | 1.SNL                 | 24         | 3          | CS              | 3               | 0               | UCL                | 8                  | 0                  | SS          | 1           | 0           | 36     | 3      |        |
| 2015-2016             | Maribor               | 1.SNL                 | 25         | 1          | CS              | 2               | 0               | UCL                | 2                  | 1                  | SS          | 1           | 0           | 30     | 2      |        |
| 2016-2017             | Maribor               | 1.SNL                 | 32         | 3          | CS              | 3               | 0               | UEL                | 6                  | 0                  | -           | -           | -           | 41     | 3      |        |
| 2017-2018             | Maribor               | 1.SNL                 | 25         | 0          | CS              | 1               | 0               | UCL                | 11                 | 0                  | -           | -           | -           | 37     | 0      |        |
| 2018-2019             | Maribor               | 1.SNL                 | 11         | 1          | CS              | 1               | 0               | UCL                | 6                  | 0                  | -           | -           | -           | 18     | 1      |        |
| Totale Maribor        | Totale Maribor        | Totale Maribor        | 127        | 8          |                 | 12              | 0               |                    | 33                 | 1                  |             | 2           | 0           | 174    | 9      |        |
| Totale carriera       | Totale carriera       | Totale carriera       | 362        | 19         |                 | 39              | 0               |                    | 56                 | 2                  |             | 4           | 0           | 461    | 21     |        |

### Cronologia presenze e reti in nazionale
| Cronologia completa delle presenze e delle reti in nazionale ― Slovenia | Cronologia completa delle presenze e delle reti in nazionale ― Slovenia | Cronologia completa delle presenze e delle reti in nazionale ― Slovenia | Cronologia completa delle presenze e delle reti in nazionale ― Slovenia | Cronologia completa delle presenze e delle reti in nazionale ― Slovenia | Cronologia completa delle presenze e delle reti in nazionale ― Slovenia | Cronologia completa delle presenze e delle reti in nazionale ― Slovenia | Cronologia completa delle presenze e delle reti in nazionale ― Slovenia |
| Data                                                                    | Città                                                                   | In casa                                                                 | Risultato                                                               | Ospiti                                                                  | Competizione                                                            | Reti                                                                    | Note                                                                    |
| ----------------------------------------------------------------------- | ----------------------------------------------------------------------- | ----------------------------------------------------------------------- | ----------------------------------------------------------------------- | ----------------------------------------------------------------------- | ----------------------------------------------------------------------- | ----------------------------------------------------------------------- | ----------------------------------------------------------------------- |
| 26-3-2008                                                               | Zalaegerszeg                                                            | Ungheria                                                                | 0 – 1                                                                   | Slovenia                                                                | Amichevole                                                              | -                                                                       |                                                                         |
| 26-5-2008                                                               | Göteborg                                                                | Svezia                                                                  | 1 – 0                                                                   | Slovenia                                                                | Amichevole                                                              | -                                                                       |                                                                         |
| 20-8-2008                                                               | Maribor                                                                 | Slovenia                                                                | 2 – 3                                                                   | Croazia                                                                 | Amichevole                                                              | 1                                                                       |                                                                         |
| 6-9-2008                                                                | Breslavia                                                               | Polonia                                                                 | 1 – 1                                                                   | Slovenia                                                                | Qual. Mondiali 2010                                                     | -                                                                       |                                                                         |
| 10-9-2008                                                               | Maribor                                                                 | Slovenia                                                                | 2 – 1                                                                   | Slovacchia                                                              | Qual. Mondiali 2010                                                     | -                                                                       | 88’                                                                     |
| 11-10-2008                                                              | Maribor                                                                 | Slovenia                                                                | 2 – 0                                                                   | Irlanda del Nord                                                        | Qual. Mondiali 2010                                                     | -                                                                       |                                                                         |
| 15-10-2008                                                              | Teplice                                                                 | Rep. Ceca                                                               | 1 – 0                                                                   | Slovenia                                                                | Qual. Mondiali 2010                                                     | -                                                                       | 75’                                                                     |
| 11-2-2009                                                               | Genk                                                                    | Belgio                                                                  | 2 – 0                                                                   | Slovenia                                                                | Amichevole                                                              | -                                                                       | 75’                                                                     |
| 12-8-2009                                                               | Maribor                                                                 | Slovenia                                                                | 5 – 0                                                                   | San Marino                                                              | Qual. Mondiali 2010                                                     | -                                                                       |                                                                         |
| 5-9-2009                                                                | Londra                                                                  | Inghilterra                                                             | 2 – 1                                                                   | Slovenia                                                                | Amichevole                                                              | -                                                                       |                                                                         |
| 9-9-2009                                                                | Maribor                                                                 | Slovenia                                                                | 3 – 0                                                                   | Polonia                                                                 | Qual. Mondiali 2010                                                     | -                                                                       |                                                                         |
| 10-10-2009                                                              | Bratislava                                                              | Slovacchia                                                              | 0 – 2                                                                   | Slovenia                                                                | Qual. Mondiali 2010                                                     | -                                                                       |                                                                         |
| 14-10-2009                                                              | Serravalle                                                              | San Marino                                                              | 0 – 3                                                                   | Slovenia                                                                | Qual. Mondiali 2010                                                     | 1                                                                       |                                                                         |
| 14-11-2009                                                              | Mosca                                                                   | Russia                                                                  | 2 – 1                                                                   | Slovenia                                                                | Qual. Mondiali 2010                                                     | -                                                                       |                                                                         |
| 18-11-2009                                                              | Maribor                                                                 | Slovenia                                                                | 1 – 0                                                                   | Russia                                                                  | Qual. Mondiali 2010                                                     | -                                                                       | 66’                                                                     |
| 3-3-2010                                                                | Maribor                                                                 | Slovenia                                                                | 4 – 1                                                                   | Qatar                                                                   | Amichevole                                                              | -                                                                       |                                                                         |
| 4-6-2010                                                                | Maribor                                                                 | Slovenia                                                                | 3 – 1                                                                   | Nuova Zelanda                                                           | Amichevole                                                              | -                                                                       |                                                                         |
| 13-6-2010                                                               | Polokwane                                                               | Algeria                                                                 | 0 – 1                                                                   | Slovenia                                                                | Mondiali 2010 - 1º turno                                                | -                                                                       |                                                                         |
| 18-6-2010                                                               | Johannesburg                                                            | Stati Uniti                                                             | 2 – 2                                                                   | Slovenia                                                                | Mondiali 2010 - 1º turno                                                | -                                                                       | 69’                                                                     |
| 23-6-2010                                                               | Port Elizabeth                                                          | Inghilterra                                                             | 1 – 0                                                                   | Slovenia                                                                | Mondiali 2010 - 1º turno                                                | -                                                                       |                                                                         |
| 8-10-2010                                                               | Lubiana                                                                 | Slovenia                                                                | 5 – 1                                                                   | Fær Øer                                                                 | Qual. Euro 2012                                                         | -                                                                       |                                                                         |
| 12-10-2010                                                              | Tallinn                                                                 | Estonia                                                                 | 0 – 1                                                                   | Slovenia                                                                | Qual. Euro 2012                                                         | -                                                                       |                                                                         |
| 17-11-2010                                                              | Capodistria                                                             | Slovenia                                                                | 1 – 2                                                                   | Georgia                                                                 | Amichevole                                                              | -                                                                       |                                                                         |
| 9-2-2011                                                                | Tirana                                                                  | Albania                                                                 | 1 – 2                                                                   | Slovenia                                                                | Amichevole                                                              | -                                                                       |                                                                         |
| 25-3-2011                                                               | Lubiana                                                                 | Slovenia                                                                | 0 – 1                                                                   | Italia                                                                  | Qual. Euro 2012                                                         | -                                                                       |                                                                         |
| 29-3-2011                                                               | Belfast                                                                 | Irlanda del Nord                                                        | 0 – 0                                                                   | Slovenia                                                                | Qual. Euro 2012                                                         | -                                                                       |                                                                         |
| 3-6-2011                                                                | Toftir                                                                  | Fær Øer                                                                 | 0 – 2                                                                   | Slovenia                                                                | Qual. Euro 2012                                                         | -                                                                       | 25’                                                                     |
| 6-9-2011                                                                | Firenze                                                                 | Italia                                                                  | 1 – 0                                                                   | Slovenia                                                                | Qual. Euro 2012                                                         | -                                                                       |                                                                         |
| 11-10-2011                                                              | Maribor                                                                 | Slovenia                                                                | 1 – 0                                                                   | Serbia                                                                  | Qual. Euro 2012                                                         | -                                                                       | 64’                                                                     |
| 15-11-2011                                                              | Lubiana                                                                 | Slovenia                                                                | 2 – 3                                                                   | Stati Uniti                                                             | Amichevole                                                              | -                                                                       |                                                                         |
| 29-2-2012                                                               | Capodistria                                                             | Slovenia                                                                | 1 – 1                                                                   | Scozia                                                                  | Amichevole                                                              | -                                                                       |                                                                         |
| 26-5-2012                                                               | Kufstein                                                                | Grecia                                                                  | 1 – 1                                                                   | Slovenia                                                                | Amichevole                                                              | -                                                                       |                                                                         |
| 15-8-2012                                                               | Lubiana                                                                 | Slovenia                                                                | 4 – 3                                                                   | Romania                                                                 | Amichevole                                                              | -                                                                       | 55’ 90+2’                                                               |
| 7-9-2012                                                                | Lubiana                                                                 | Slovenia                                                                | 0 – 2                                                                   | Svizzera                                                                | Qual. Mondiali 2014                                                     | -                                                                       |                                                                         |
| 11-9-2012                                                               | Oslo                                                                    | Norvegia                                                                | 2 – 1                                                                   | Slovenia                                                                | Qual. Mondiali 2014                                                     | 1                                                                       |                                                                         |
| 12-10-2012                                                              | Maribor                                                                 | Slovenia                                                                | 2 – 1                                                                   | Cipro                                                                   | Qual. Mondiali 2014                                                     | -                                                                       |                                                                         |
| 16-10-2012                                                              | Tirana                                                                  | Albania                                                                 | 1 – 0                                                                   | Slovenia                                                                | Qual. Mondiali 2014                                                     | -                                                                       | 79’                                                                     |
| 14-11-2012                                                              | Skopje                                                                  | Macedonia                                                               | 3 – 2                                                                   | Slovenia                                                                | Amichevole                                                              | -                                                                       | 63’                                                                     |
| 6-2-2013                                                                | Lubiana                                                                 | Slovenia                                                                | 0 – 3                                                                   | Bosnia ed Erzegovina                                                    | Amichevole                                                              | -                                                                       | 46’                                                                     |
| Totale                                                                  |                                                                         | Presenze                                                                | 39                                                                      |                                                                         | Reti                                                                    | 3                                                                       |                                                                         |

## Palmarès

### Club

#### Competizioni nazionali
- 2. SNL: 1

Dravograd: 2001-2002
- Campionato sloveno: 6

Gorica: 2004-2005, 2005-2006
Maribor: 2013-2014, 2014-2015, 2016-2017, 2018-2019
- Coppa del Belgio: 1

Gent: 2009-2010
- Coppa d'Israele: 1

Hapoel Tel Aviv: 2011-2012
- Campionato polacco: 1

Legia Varsavia: 2012-2013
- Coppa di Polonia: 1

Legia Varsavia: 2012-2013
- Supercoppa di Slovenia: 1

Maribor: 2014
- Coppa di Slovenia: 1

Maribor: 2015-2016